# Puchar EuroFloorball
Puchar EuroFloorball (Eurofloorball Cup) – jest międzynarodowym turniejem organizowanym przez Międzynarodową Federację Unihokeja (IFF)  dla europejskich klubów z tytułem mistrzowskim z krajów, które w rankingu IFF zajmują miejsca poniżej piątego. Turniej ten jest imprezą coroczną organizowaną od roku 2007, wcześniejszej odbywał się pod nazwą Pucharu Europy (European Cup), w roku 2011 zmieniono ostatecznie jego zasady.  

## Historia
Eurofloorball Cup jest kontynuacją Pucharu Europy, który był organizowany od roku 1993 do roku 2007. Pierwotnie w pucharze tym brało udział 8 najlepszych drużyn z poszczególnych krajów  Europy.  EFC w roku 2011 w momencie powstania Pucharu Mistrzów (Champions Cup) został przekształcony w turniej o mniejszej randze i od tamtego momentu nie rywalizuje się już o miano najlepszej drużyny w Europie tylko o zakwalifikowanie do Pucharu Mistrzów.

## Zasady uczestnictwa
W turnieju tym biorą udział tylko mistrzowie poszczególnych krajów europejskich zajmujących miejsce poniżej piątego w rankingu IFF, w zależności od wyników kwalifikacji niektóre kraje mogą wystawić do turnieju dwie drużyny. Każdorazowo w imprezie może wystartować 6 klubów męskich i 6 klubów żeńskich. EFC składa się z dwóch części, na początku przeprowadzane są kwalifikacje, jednak zależy to od ilości zespołów zgłoszonych do turnieju, a w drugim etapie rozgrywany jest turniej finałowy. Zwycięzcy finału dostają możliwość uczestnictwa w Pucharze Mistrzów w następnym roku oraz nagrodę finansową w postaci 5000 franków szwajcarskich.

## Mężczyźni
Tabela zwycięzców przed zmianami zasad do roku 2010.
| Rok     | Organizator   | 1.miejsce     | 2.miejsce         | 3.miejsce        |
| ------- | ------------- | ------------- | ----------------- | ---------------- |
| 2007/08 | Vantaa        | AIK IBF       | Warberg IC        | SC Classic       |
| 2008    | Winterthur    | AIK IBF       | SV Wiler-Ersigen  | SSV Helsinki     |
| 2009    | Frederikshavn | SSV Helsinki  | Tampanilan Era    | SV Wiler-Ersigen |
| 2010    | Valmeria      | Storvreta IBK | SC WOOW Vitkovice | SSV Helsinki     |

Tabela zwycięzców po zmianie zasad w 2011 roku.
| Rok  | Organizator | 1.miejsce                 | 2.miejsce      |
| ---- | ----------- | ------------------------- | -------------- |
| 2011 | Rakoniewice | RTU/Inspecta              | SK Augur       |
| 2012 | Koszyce     | Lielvarde                 | Slevik IBK     |
| 2013 | Trenczyn    | Lekrings                  | Jögeva SK Tähe |
| 2014 | Fredrikstad | Slevik IBK                | Tunet IBK      |
| 2015 | Kieś        | Greåker IBK               | Lekrings       |
| 2016 | Weißenfels  | UHC Weißenfels            | SK Lielvarde   |
| 2017 | Valmiera    | Slevik IBK                | FBK Valmiera   |
| 2019 | Malacky     | Tsunami Báhorská Zystrica | Greåker IBK    |

## Kobiety
Tabela zwycięzców przed zmianami zasad.
| Rok     | Organizator   | 1.miejsce     | 2.miejsce     | 3.miejsce           |
| ------- | ------------- | ------------- | ------------- | ------------------- |
| 2007/08 | Vantaa        | UHC Dietlikon | IKSU          | HFK Dekanka         |
| 2008    | Winterthur    | IKSU          | Balrog B/S IK | UHC Dietlikon       |
| 2009    | Frederikshavn | IKSU          | UHC Dietlikon | Tigers SJM          |
| 2010    | Valmeria      | IKSU          | Piranha Chur  | Red Ants Rychenberg |

Tabela zwycięzców po zmianie zasad w 2011 roku.
| Rok  | Organizator | 1.miejsce         | 2.miejsce         |
| ---- | ----------- | ----------------- | ----------------- |
| 2011 | Rakoniewice | RSU/Runway        | Holmlia SK        |
| 2012 | Koszyce     | Sveiva IB         | Nauka-Trevelstroy |
| 2013 | Trenczyn    | Nauka-Trevelstroy | Tunet IBK         |
| 2014 | Fredrikstad | Slevik IBK        | Tunet IBK         |
| 2015 | Kieś        | Nauka-Trevelstroy | Rubene            |
| 2016 | Weißenfels  | Sveiva IB         | UHC Weißenfels    |
| 2017 | Valmiera    | SK 98 Pruske      | Osowa Gdańsk      |
| 2019 | Malacky     | Nauka-SAFU        | Kysucke NM        |